# Genneton
Genneton település Franciaországban, Deux-Sèvres megyében. Lakosainak száma 306 fő (2022. január 1.). Genneton Cléré-sur-Layon, Saint Maurice Étusson, Argentonnay és Val en Vignes községekkel határos.

## Népesség
A település népességének változása:
| Lakosok száma | 332  | 329  | 333  | 325  | 322  | 317  | 313  | 309  | 306  |
|               | 2013 | 2015 | 2016 | 2017 | 2018 | 2019 | 2020 | 2021 | 2022 |